# Uruguaysuchus
Uruguaysuchus – rodzaj krokodylomorfa z kladu Notosuchia. Wiek osadów formacji Guichón, z której pochodzą jego szczątki, jest trudny do ustalenia – prawdopodobnie powstały one w „środkowej” kredzie.

## Budowa
Uruguaysuchus był niewielkim krokodylomorfem – holotyp mierzy około 1,2 m długości, jego tułów pokrywały osteodermy. Dokładne poznanie jego osteologii jest niemożliwe, ponieważ holotyp, będący najbardziej kompletnym okazem, jest niedostępny do badań. Podobnie jak wiele innych Notosuchia, Uruguaysuchus cechuje się heterodontycznym uzębieniem, z 1–2 zębami przypominającymi siekacze, 1 analogicznym do kła, około dwukrotnie większym od pozostałych zębów, i 9–10 zakłowymi w szczęce, w żuchwie natomiast znajdowało się 6–7 zębów podobnych do siekaczy i 10–11 zębów położonych za nimi. Prawdopodobnie liczba zębów w szczękach mogła różnić się pomiędzy osobnikami tego samego gatunku. Pysk Uruguaysuchus miał w przybliżeniu kształt szufli.

## Systematyka
Całkowicie przegrodzone nozdrza wewnętrzne, dobrze wykształcone wyrostki przedni i tylny na bocznej krawędzi kości zewnętrznoskrzydłowej, kość zębowa nie sięgająca poniżej okna żuchwowego, brak przegród międzyzębodołowych (interalveolar septa), lekko wydłużona faseta stawowa (glenoid facet), na której nie występuje tylny grzebień oraz udział kości nadkątowej w fasecie stawowej to kombinacja cech występująca u bazalnych przedstawicieli Notosuchia, obecna również u Uruguaysuchus. Carlos Rusconi zaklasyfikował Uruguaysuchus do odrębnej rodziny Uruguaysuchidae, przy czym uważał ją za blisko spokrewnioną z Notosuchidae. W 1971 roku, w pracy nazywającej Notosuchia, Zulma Gasparini zaliczyła do Uruguaysuchidae również rodzaj Araripesuchus. Późniejsze analizy kladystyczne zwykle umiejscawiały oba te rodzaje w zbliżonych miejscach drzewa filogenetycznego, choć nie jako taksony siostrzane: np. według Sereno i Larssona (2009) Uruguaysuchus był bliżej spokrewniony z Anatosuchus i Simosuchus, a według Turnera i Serticha (2010) cztery gatunki Araripesuchus tworzą parafiletyczną grupę zewnętrzną dla kladu obejmującego Uruguaysuchus i większość pozostałych przedstawicieli Notosuchia. Z kolei według analizy Soto i współpracowników (2011), pierwszej uwzględniającej nowy okaz Uruguaysuchus, te dwa rodzaje tworzą monofiletyczną rodzinę Uruguaysuchidae, choć wsparcie dla takiej hipotezy jest względnie słabe. Autorzy nie wykluczyli możliwości, że Uruguaysuchus może być bliżej spokrewniony z bardziej zaawansowanymi Notosuchia.
Z dwóch gatunków nazwanych przez Rusconiego, Soto i in. akceptują tylko U. aznarezi, a holotyp U. terrai uznają za okaz młodociany U. aznarezi. Różnica w liczbie zębów pomiędzy nimi prawdopodobnie wynika z wewnątrzgatunkowej zmienności, a nie różnic filogenetycznych.

## Paleobiologia
Połączone stawowo szkielety kilku osobników odnaleziono na powierzchni około 2 m2, co sugeruje, że zginęły one w wyniku obsunięcia się ściany nory, w której przebywały. Do kopania Uruguaysuchus mógł wykorzystywać łopatowaty pysk, jednak w obliczu braku cech morfologicznych jednoznacznie dowodzących zdolności do rycia nor pozostaje to spekulacją. Heterodontyzm i duże różnice pomiędzy zębami przypominającymi siekacze a „zakłowymi” sugerują, że Uruguaysuchus był wszystkożerny.

## Historia odkryć
Podczas drążenia studni w pobliżu Guichón w 1932 roku natrafiono na częściowe szkielety należące do co najmniej siedmiu krokodylomorfów. Agronom Jorge Aznárez przesłał je do zbadania paleontologowi Lucasowi Kraglievichovi, który jednak wkrótce zmarł. Jego żona przekazała je innemu paleontologowi – Carlosowi Rusconiemu, który w 1933 roku opublikował obszerny opis szczątków. Na podstawie tych skamieniałości Rusconi wyróżnił dwa gatunki krokodylomorfów: Uruguaysuchus aznarezi i U. terrai. Okazy holotypowe obu tych gatunków od dawna znajduje się w prywatnej kolekcji Aznárezów i są niedostępne do badań naukowych, natomiast paratypy zaginęły. Kolejny okaz pochodzący z tej samej lokalizacji odnaleziono jednak w zbiorach Facultad de Ciencias w Montevideo i szczegółowo opisano w 2011 roku.